# Джессап (Меріленд)
Джессап (англ. Jessup) — переписна місцевість (CDP) в США, в округах Енн-Арундел і Говард штату Меріленд. Населення — 10 535 осіб (2020).

## Географія
Джессап розташований за координатами 39°8′43″ пн. ш. 76°46′20″ зх. д. / 39.14528° пн. ш. 76.77222° зх. д. (39.145410, -76.772306).  За даними Бюро перепису населення США в 2010 році переписна місцевість мала площу 13,62 км², з яких 13,61 км² — суходіл та 0,01 км² — водойми.

## Демографія
Згідно з переписом 2010 року, у переписній місцевості мешкало 7137 осіб у 515 домогосподарствах у складі 351 родини. Густота населення становила 524 особи/км².  Було 548 помешкань (40/км²).
Расовий склад населення:
| - 60,3 % — чорних або афроамериканців - 36,6 % — білих - 0,8 % — азіатів - 0,2 % — корінних американців - 1,1 % — осіб інших рас |

До двох чи більше рас належало 0,9 %. Частка іспаномовних становила 3,8 % від усіх жителів.
За віковим діапазоном населення розподілялося таким чином: 4,2 % — особи молодші 18 років, 92,2 % — особи у віці 18—64 років, 3,6 % — особи у віці 65 років та старші. Медіана віку мешканця становила 35,4 року. На 100 осіб жіночої статі у переписній місцевості припадало 354,6 чоловіків;  на 100 жінок у віці від 18 років та старших — 375,9 чоловіків також старших 18 років.
Середній дохід на одне домашнє господарство  становив 92 126 доларів США (медіана — 54 219), а середній дохід на одну сім'ю — 120 636 доларів (медіана — 103 233). За межею бідності перебувало 8,8 % осіб, у тому числі 0,0 % дітей у віці до 18 років та 29,5 % осіб у віці 65 років та старших.
Цивільне працевлаштоване населення становило 855 осіб. Основні галузі зайнятості: роздрібна торгівля — 26,5 %, будівництво — 17,8 %, оптова торгівля — 9,6 %, освіта, охорона здоров'я та соціальна допомога — 9,5 %.